# Forcipata major
Forcipata major är en insektsart som först beskrevs av Wagner 1947.  Forcipata major ingår i släktet Forcipata och familjen dvärgstritar. Inga underarter finns listade i Catalogue of Life.